# District dolgano-nénètse du Taïmyr
Pour les articles homonymes, voir Taïmyr.
La Taïmyrie (en Таймы́рский автоно́мный о́круг) est un ancien sujet fédéral de Russie : un district autonome (ou okroug) partiellement exclavé au nord du kraï de Krasnoïarsk. Fondée en 1930, elle était le sujet fédéral le plus septentrional de Russie (et incidemment d’Asie). Elle tire son nom de la péninsule de Taïmyr.
Elle était aussi parfois nommée District autonome de Dolgano-Nénètsie (Долгано-Ненецкий автономный округ) en raison du nom des peuples auochtones de cette région, les Dolganes et les Nénètses.
Avec une superficie de 862 100 km² (4e plus grosse superficie au pays) et une population de 39 786 habitants, la Taïmyrie était l'un des secteurs les moins densément peuplés de Russie. Doudinka, qui compte près de la moitié des habitants de la Taïmyrie, en est le centre administratif. 
Le district est subdivisé selon les entités administratives suivantes :
- le Raïon dolgano-nénètse de Taïmyr, qui recouvre la quasi-totalité du district ;
- le Raïon de Dikson (ru) ;
- le Raïon de Khatanga (ru) ;
- le Raïon d'Oust-Ienisseï (ru).

Suivant le référendum tenu le 17 avril 2005, les districts autonomes de Taïmyrie et d'Évenkie ont fusionné avec le kraï de Krasnoïarsk le 1er janvier 2007. La Taïmyrie correspond maintenant simplement au Raïon dolgano-nénètse de Taïmyr.